# Кріс Купер
Крі́стофер Волтон Ку́пер (англ. Christopher Walton Cooper; нар. 9 липня 1951, Канзас-Сіті, США) — американський актор. Лауреат премій «Оскар» і «Золотий глобус» за роль у трагікомедії «Адаптація» (2002). Знаний за головними і другорядними ролями у мінісеріалах «Самотній голуб» (1989) і «22.11.63» (2016), кінофільмах «Жовтневе небо» (1999), «Краса по-американськи» (1999), «Ідентифікація Борна» (2002), «Фаворит» (2003), «Королівство» (2007).

## Біографія
Виріс у Канзас-Сіті на ранчо батька, закінчив коледж за фахом сільське господарство. Вивчав акторську майстерність у школі драматичного мистецтва при університеті Міссурі. Працював художником-декоратором у театрі Канзасу та у службі берегової охорони.
На початку 80-х переїхав до Нью-Йорка, де деякий час працював на будівництві. Вирішивши зайнятися акторським мистецтвом, грав другорядні ролі в театральних постановках.
У кіно дебютував роллю у фільмі «Свідок» (1987). З середини 80-х знімається в телевізійних серіалах. Серед фільмів 90-х років за участю Кріса Купера можна виділити такі картини, як «Винен за підозрою» (1991), «Грошовий поїзд» (1995), «Зірка шерифа» (1996), «Час вбивати» (1996), «Великі надії» (1998), «Заклинатель коней» (1998), «Жовтневе небо» (1999).
Проривом у кінематографічній кар'єрі стала роль колишнього морського піхотинця полковника Френка Фітца у фільмі «Краса по-американськи» (1999). Ця робота вивела Купера в ряд впливових акторів, він став зніматися в голлівудських блокбастерах. Кріс Купер знявся в таких відомих фільмах як «Патріот» (2000), «Ідентифікація Борна» (2002), «Адаптація» (2002), «Фаворит» (2003), «Капоте» (2005), «Зрада» (2007), «Нью-Йорку, я люблю тебе» (2009) і багато інших.
У 2003 році за роль у фільмі «Адаптація» Кріс Купер удостоєний премій «Оскар» і «Золотий глобус», номінований на премію Британської кіноакадемії. У тому ж році за роль Річарда Лонкрейна в телефільмі «Мій будинок в Умбрії» отримав номінацію на премію «Еммі».

## Фільмографія
- 1987 — Свідок (Matewan) — Джо Кенеган
- 1988 — Journey Into Genius — Луї Халладей
- 1990 — A Little Piece of Sunshine — Ерні Фавара
- 1991 — Винен за підозрою (Guilty by Suspicion) — Ларрі Нолан
- 1991 — Серед білого дня (In Broad Daylight) — Джек Вілсон
- 1991 — Thousand Pieces of Gold — Чарлі
- 1991 — Дарроу (Darrow) — Юджин Дебс
- 1991 — To the Moon, Alice — Френк Вілікер
- 1991 — Місто надії (City of Hope) — Ріггс
- 1992 — Bed of Lies — Деніел Прайс молодший
- 1992 — Ned Blessing: The True Story of My Life — Ентоні Блессінг
- 1993 — Життя цього хлопця. Правдива історія (This Boy's Life) — Рой
- 1994 — Ще одна гора (One More Mountain) — Джеймс Рід
- 1995 — Грошовий поїзд (Money Train) — Торч
- 1995 — Армія Фараона (Pharaoh's Army) — Капітан Джон Халл Ебстон
- 1996 — The Deliverance of Elaine — Чарлі Скайлер
- 1996 — Хлопці (Boys) — Джон Бейкер
- 1996 — Зірка шерифа (Lone Star) — Сем
- 1996 — Час вбивати (A Time to Kil) — Дуейн Пауелл Луні
- 1997 — Breast Men — Доктор Вільям Ларсон
- 1997 — Alone — Gus Jr.
- 1998 — Великі надії (Great Expectations) — Джо
- 1998 — Заклинатель коней (The Horse Whisperer) — Френк Букер
- 1999 — 24 години з життя жінки (The 24 Hour Woman) — Рон Гаксбі
- 1999 — Жовтневе небо (October Sky) — Джон Гікам
- 1999 — Краса по-американськи (American Beauty) — полковник Фітс
- 2000 — Я, знову я та Ірен (Me, Myself & Irene) — лейтенант Джирк
- 2000 — Патріот (The Patriot) — роль
- 2001 — Траса 60 (Interstate 60) — Боб Коді
- 2002 — Ідентифікація Борна (The Bourne Identity) — Конклін
- 2002 — Адаптація (Adaptation) — Джон Ларош
- 2003 — Мій будинок в Умбрії (My House in Umbria) — Томас Ріверсміт, дядя Еммі
- 2003 — Фаворит (Seabiscuit) — Джон Сміт
- 2004 — Срібне місто (Silver City) — Діккі Піладжер
- 2005 — Капоте (Capote) — Елвін Дьюї
- 2005 — Морпіхи (Jarhead) — Казінскі
- 2005 — Syriana — Джиммі Поуп
- 2006 — Зрада (Breach) — Роберт Хансен
- 2007 — Королівство (The Kingdom) — Грант Сайкс
- 2007 — Сімейне життя (Married Life) — Гаррі Аллен
- 2008 — Нью-Йорку, я люблю тебе (New York, I Love You) — Алекс
- 2009 — Там, де живуть чудовиська — Дуглас
- 2010 — Буря (The Tempest) — Антоніо
- 2010 — У компанії чоловіків (The Company Men) — Філ Вудвард
- 2010 — Пам'ятай мене (Remember Me) — Ніл Крейг
- 2010 — Місто (The Town) — Стефен МакРей
- 2011 — Маппети (The Muppets) — Текс Рихман
- 2012 — Брудні ігри (The Company You Keep)  — Деніел Слоен
- 2012 — Mea Maxima Culpa: Silence in the House of God — Гері
- 2013 — Серпень (August: Osage County) — Чарльз Айкен
- 2014 — Нова Людина-павук 2. Висока напруга (The Amazing Spider-Man 2) — Норман Осборн
- 2016 — 11.22.63 — Ел Темплтон
- 2016 — Закон ночі (Live by Night) — Ірвінг Фіггіс
- 2019 — Прекрасний день по сусідству (Beautiful Day in the Neighborhood) — Джеррі Фогель
- 2020 — Чесний кандидат — Джек Гастінгс, кандидат в мери, відставний полковник
- 2023 — Бостонський душитель — Джек Маклейн
- 2025 — Історія звуку — старий Лайонел

## Нагороди та номінації
| Рік  | Організація                    | Нагорода                                                   | Фільм                 | Результат  |
| ---- | ------------------------------ | ---------------------------------------------------------- | --------------------- | ---------- |
| 2000 | Премія Гільдії кіноакторів США | Найкращий акторський склад                                 | Краса по-американськи | Переможець |
| 2000 | Премія Гільдії кіноакторів США | Найкраща чоловіча роль другого плану                       | Краса по-американськи | Номінація  |
| 2003 | Премія Гільдії кіноакторів США | Найкращий акторський склад                                 | Адаптація             | Номінація  |
| 2003 | Премія Гільдії кіноакторів США | Найкраща чоловіча роль другого плану                       | Адаптація             | Номінація  |
| 2003 | Еммі                           | Найкращий актор другого плану в мінісеріалі або кінофільмі | Мій дім в Умбрії      | Номінація  |
| 2003 | Британська академія            | Найкраща чоловіча роль другого плану                       | Адаптація             | Номінація  |
| 2003 | Золотий глобус                 | Найкраща чоловіча роль другого плану                       | Адаптація             | Переможець |
| 2003 | Оскар                          | Найкраща чоловіча роль другого плану                       | Адаптація             | Переможець |
| 2004 | Премія Гільдії кіноакторів США | Найкращий акторський склад                                 | Фаворит               | Номінація  |
| 2004 | Премія Гільдії кіноакторів США | Найкраща чоловіча роль другого плану                       | Фаворит               | Номінація  |
| 2006 | Премія Гільдії кіноакторів США | Найкращий акторський склад                                 | Капоте                | Номінація  |
| 2014 | Премія Гільдії кіноакторів США | Найкращий акторський склад                                 | Серпень               | Номінація  |